# Kastor (gwiazda)
Kastor (Alfa Geminorum, α Gem) – druga co do jasności gwiazda w gwiazdozbiorze Bliźniąt (obserwowana wielkość gwiazdowa: +1,58m dla całego układu). Odległa od Słońca o 51 lat świetlnych.

## Nazwa
Nazwy gwiazdozbioru i jego najjaśniejszych dwóch gwiazd pochodzą od Kastora i Polideukesa (Polluksa), bliźniaków w mitologii greckiej i rzymskiej, którzy są symbolem prawdziwej przyjaźni. Były one także identyfikowane z Apollem i Heraklesem – w tym przypadku pierwsza nazwa odpowiada gwieździe Alfa Geminorum. Pomimo oznaczenia literą alfa w systemie Bayera, Kastor jest mniej jasny od Polluksa. Międzynarodowa Unia Astronomiczna w 2016 roku formalnie zatwierdziła użycie nazwy Kastor dla określenia tej gwiazdy, a ściślej – najjaśniejszego składnika Alfa Geminorum Aa.

## Historia obserwacji
W 1715 roku James Bradley i James Pound zaobserwowali, że Kastor nie jest gwiazdą pojedynczą, a w 1803 roku William Herschel ogłosił, że dwa widoczne przez teleskop optyczny składniki tworzą układ fizycznie podwójny. W 1896 roku Aristarch Biełopolski odkrył, że składnik B to gwiazda spektroskopowo podwójna, a w 1904 Heber Curtis stwierdził to samo w przypadku składnika A. W 1916 roku Walter Sydney Adams i Alfred Joy odkryli że składnik C, znany też jako YY Geminorum, jest trzecią gwiazdą spektroskopowo podwójną w systemie, zaś w 1926 Hendrik van Gent zauważył, że jest to także gwiazda zmienna zaćmieniowa. Okazało się zatem, że Kastor to gwiazda sześciokrotna.

## Charakterystyka fizyczna

Położenie gwiazdy w gwiazdozbiorze Bliźniąt

Dwa najjaśniejsze składniki Aa i Ba to białe gwiazdy typu widmowego A. Na niebie dzieli je odległość 5,20 sekundy kątowej (pomiar z 2017 roku), gwiazdy indywidualnie mają obserwowaną wielkość gwiazdową odpowiednio 1,93 i 2,97m. Okrążają wspólny środek masy w okresie około 467 lat, ich średnia odległość to 104 jednostki astronomiczne, ale zbliżają się na 71 i oddalają do 138 au. Promieniowanie rentgenowskie pochodzące z tego układu najprawdopodobniej generuje aktywność magnetyczna składników Ab i Bb.
Poniższa tabela zawiera podstawowe informacje o gwiazdach systemu:
| Parametr    | Składnik    | Składnik    | Składnik    | Składnik    | Składnik        | Składnik |
| Parametr    | Aa          | Ab          | Ba          | Bb          | Ca/Cb           |          |
| ----------- | ----------- | ----------- | ----------- | ----------- | --------------- | -------- |
| Typ widmowy | A1 V        | M5 V        | A4 V        | M0 V        | M1 Ve           |          |
| Masa (M☉)   | 2,74 ± 0,11 | 0,37 ± 0,09 | 2,26 ± 0,10 | 0,53 ± 0,09 | 0,5992 ± 0,0047 |          |

Systemowi towarzyszy też optyczny towarzysz, Kastor D o wielkości 10,07m, oddalony od składnika A o 181,9″ (pomiar z 2012 roku). Gdyby okazał się być siódmym składnikiem Kastora, musiałby znajdować się w odległości prawie 3000 au od gwiazdy A.

### Kastor A
Kastor A to układ podwójny o okresie obiegu 9,21 d. Składniki dzieli w przestrzeni odległość 0,125 ± 0,018 au, orbita składnika Ab wokół Aa jest nachylona pod kątem 39° ± 12° do kierunku obserwacji. Oba składniki są gwiazdami ciągu głównego, choć niektórzy autorzy stwierdzili, że składnik Aa to już podolbrzym. Jasna, widoczna gwiazda ma temperaturę ok. 9500 K i jasność 37 razy większą niż Słońce. Jej masa to około 2,7 M☉, zaś jej słaby towarzysz Ab to czerwony karzeł o masie niecałych 0,4 masy Słońca.

### Kastor B
Kastor B to układ podwójny o okresie obiegu 2,93 d. Składniki dzieli w przestrzeni odległość 0,0564 ± 0,0079 au, orbita składnika Ab wokół Aa jest nachylona pod kątem 53° ± 15° do kierunku obserwacji. Oba składniki są gwiazdami ciągu głównego, przy czym klasyfikację widmową składnika Ba utrudniają silne linie metali. Jasny składnik Ba ma temperaturę ok. 8300 K i jasność 13 razy większą niż Słońce. Jego masa to około 2,3 M☉, a słabszy towarzysz Bb to czerwony karzeł o masie ponad 0,5 masy Słońca.

### Kastor C
Kastor C to układ podwójny o okresie obiegu 19,5 godziny. Jest oddalony o 71″ od pary AB, ma tę samą odległość i ruch własny. W przestrzeni jest on odległy o co najmniej 1000 au od czterech wyżej opisanych gwiazd i obiega je w czasie co najmniej 14 tysięcy lat. Jego składniki to prawie identyczne czerwone karły o temperaturach efektywnych 3820 ± 100 K, masach około 0,6 masy Słońca i promieniach 0,62 promienia Słońca. Gwiazdy dzieli w przestrzeni odległość około 3,9 promieni Słońca.